# Powerhouse (skola)
Powerhouse är en skola som ligger i Kramfors. Skolan startade som ett EU-projekt 1998 och finansierades sedan med statliga bidrag. Under tidigt 2000-tal var skolan en av få i Sverige som erbjöd kvalificerade yrkesutbildningar inom datorspelsprogrammering. Det fanns även utbildning inom 3D-visualisering och digital medieproduktion. 2010 utrymdes skolan i samband med att huset drabbades av en stor vattenskada. Efter en renovation stod lokalerna i stort sett oanvända tills 2016 då den började användas till SFI-undervisning. 2019 hade SFI ett sjunkande elevantal och det diskuterades att bygga om lokalerna till en förskola, men planerna skrotades då det visade sig vara för dyrt.